# Zweigelt
Zweigelt, blauer zweigelt, zweigeltrebe – czerwony szczep winorośli z gatunku Vitis vinifera, wyhodowany w Austrii w 1922 i głównie tam uprawiany.

## Pochodzenie, historia, synonimy
Zweigelt został wyhodowany w Klosterneuburgu w 1922 roku poprzez skrzyżowanie szczepów st. laurent i blaufränkisch przez winiarza austriackiego, doktora Fritza Zweigelta. Odmiana została pierwotnie nazwana przez hodowcę rotburger, Nazwę zweigelt wprowadzono później, dla uhonorowania hodowcy. Inne synonimy to m.in. blauer zweigelt i zweigeltrebe.
Z zweigelta wyhodowano szczepy roesler (austriacki) i cabernet moravia (czeski).

## Charakterystyka
Odmiana wcześnie wypuszcza pąki i dojrzewa dość wcześnie. Daje wysokie plony i udaje się nawet w chłodnych klimatach. Plenność, jeśli nie jest kontrolowana, może jednak powodować niską jakość wina. 
Zweigelt daje wina bardzo owocowe, o wyraźnym posmaku czereśni i wiśni albo jagód, porównywane z włoskim dolcetto i kalifornijskim zinfandelem (primitivo). Te cechy są wykorzystywane do wzbogacenia win kupażowanych z kilku odmian. Wina z owoców ze starannie uprawianych krzewów dobrze nadają się do starzenia w dębowych beczkach i mają duży potencjał dojrzewania.

## Regiony uprawy

### Austria
Najpopularniejszy czerwony szczep uprawiany w Austrii (6476 ha w 2009, czyli ok. 14% powierzchni winnic), szczególnie w Dolnej Austrii (Weinviertel) i Burgenlandzie.

### Inne kraje Europy
Zweigelt uprawiany jest na mniejszą skalę na Słowacji (pod nazwą zweigeltrebe), Węgrzech (np. wzdłuż granicy austriackiej i w regionie Villány) i w Czechach, przede wszystkim na południu, ale również w okolicach Mielniku. Istnieją nasadzenia m.in. w Wielkiej Brytanii, Niemczech (ok. 100 ha), 

### Nowy Świat
Wśród państw z nasadzeniami zweigelta są m.in. Kanada (Kolumbia Brytyjska) oraz Japonia (231 ha, przede wszystkim wyspa Hokkaido).